# Nothus aegisthus
Nothus aegisthus är en fjärilsart som beskrevs av Fabricius 1781. Nothus aegisthus ingår i släktet Nothus och familjen Sematuridae. Inga underarter finns listade i Catalogue of Life.